# Paul du Bois
Paul Du Bois, nacido en 1859 en  Aywaille y fallecido en 1938 en Uccle, fue un escultor belga, de estilo Art nouveau.

## Datos biográficos
Alumno de Eugene Simonis y Charles Van der Stappen, estudió entre 1877 y 1883 en la Real Academia de Bellas Artes de Bruselas y fue distinguido con el premio Godecharle en 1884.
Contribuyó a la renovación de la expresión artística en Bélgica a finales del siglo XIX y es uno de los fundadores del Grupo de Los XX («Groupe des XX» en francés), y posteriormente de la Libre Estética (Libre Esthétique en fr.). Profesor en las Academias de Mons (1900-29) y Bruselas (1901-29), su ecléctica obra está compuesta de pequeñas esculturas, medallas, joyas, estatuaria y monumentos públicos ofunerarios.

## Obras
Entre sus obras monumentales más conocidas, se encuentran en Bruselas, el Monumento a Frederic de Merode, y otro en Homenaje a Edith Cavell y Marie Depage,  el Grupo de los cuatro elementos en el Parque del Jardín Botánico de Bruselas, y varias esculturas que adornan el ayuntamiento de Saint-Gilles. Muchos otros monumentos han sido erigidos por su mano en las plazas y cementerios de Ixelles, de Uccle, Tournai, Mons, Frameries, Huy o Lieja. Sus obras se exhiben en los museos de diferentes ciudades. 

## Galería

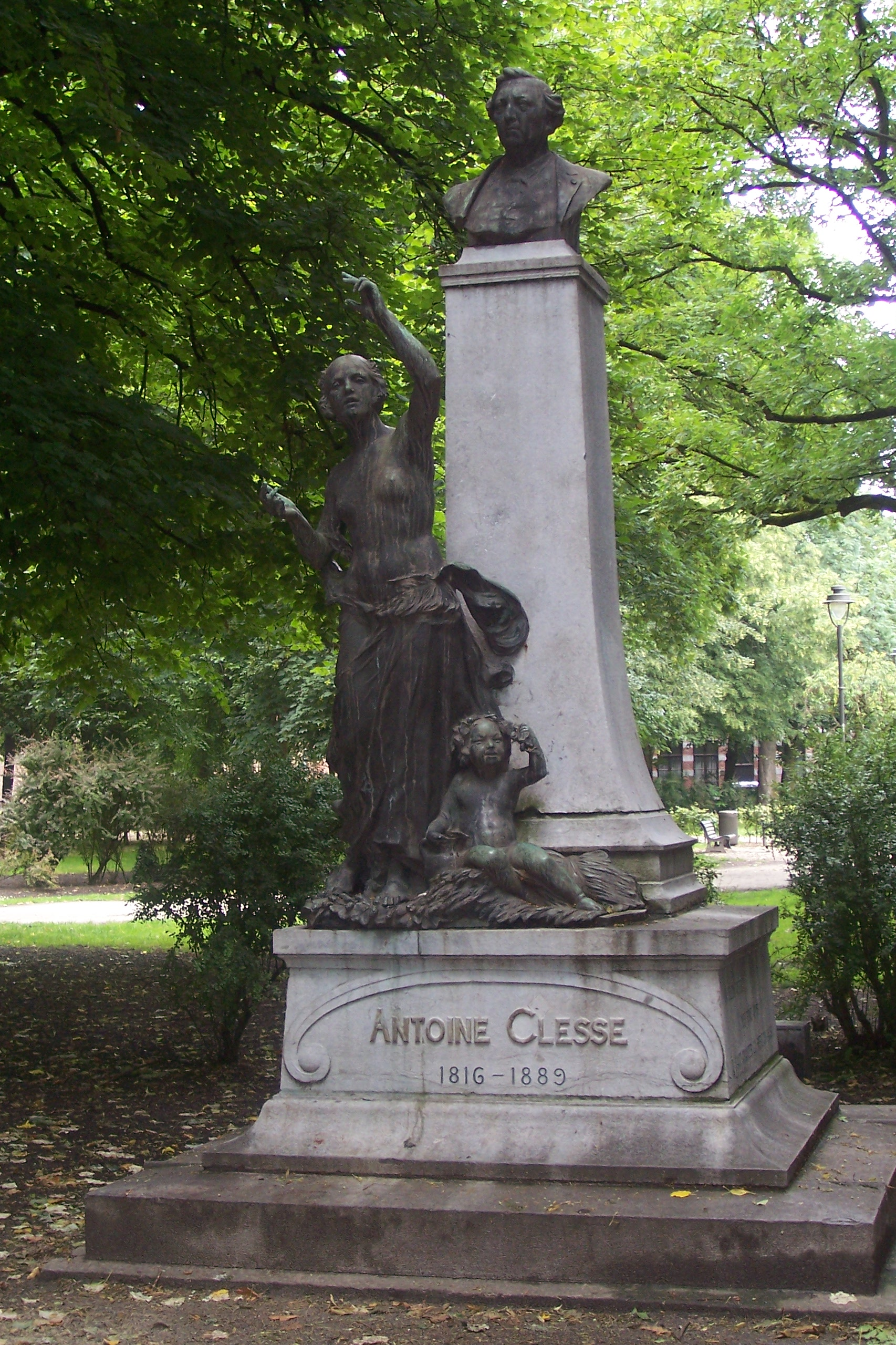
Monumento a Antoine Clesse en Mons
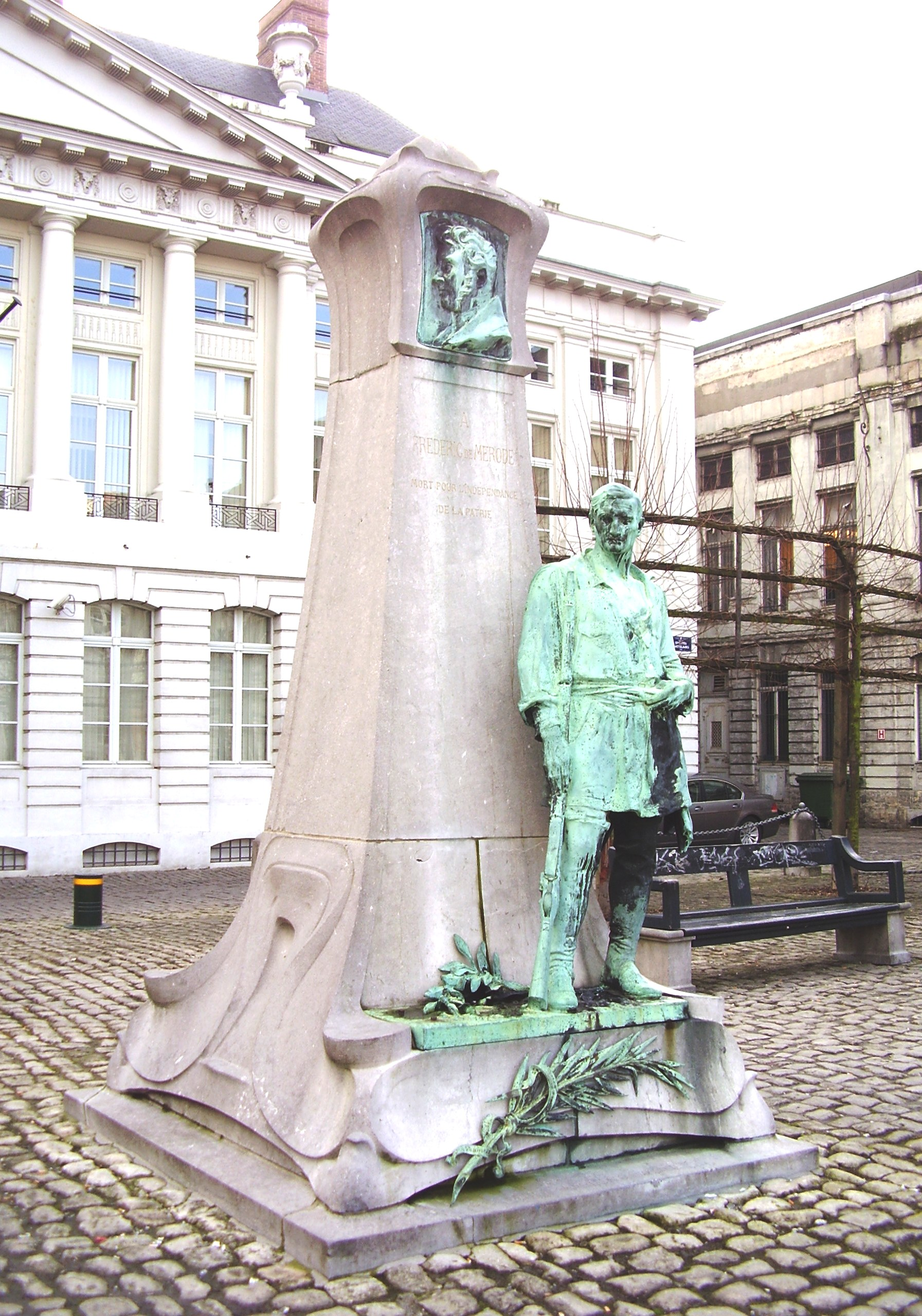
Monumento a Frederic de Merode